# Coup pour coup (film, 2000)
Pour plus de détails, voir Fiche technique et Distribution.
Coup pour coup (Shiner) est un thriller anglais de John Irvin, sorti en 2000. 

## Synopsis
Billy « Shiner » Simpson, un ambitieux organisateur de combats de boxe, se fait rattraper par son passé lorsque son fils Eddie se fait tuer. Shiner cherche à se venger et suspecte son rival Frank Spedding d'être impliqué dans la mort de son fils.

## Fiche technique
- Titre : Coup pour coup
- Titre original : Shiner
- Réalisation : John Irvin
- Scénario : Scott Cherry
- Production : Geoffrey Reeve, Jim Reeve et Barry Townsley
- Musique : Paul Grabowsky
- Photographie : Mike Molloy
- Montage : Ian Crafford
- Société de production : Wisecroft, >Vision View Entertainment et Geoff Reeve Films
- Société de distribution : Miramax
- Pays d'origine :  États-Unis
- Langue : Anglais
- Format : Couleur - 35 mm
- Genre : Thriller
- Durée : 99 minutes
- Dates de sortie :
  -  Royaume-Uni : 14 septembre 2001
  -  France : 20 août 2002

## Distribution
- Michael Caine : Billy « Shiner » Simpson
- Martin Landau : Frank Spedding
- Frances Barber : Georgie
- Frank Harper : Jeff « Stoney » Stone
- Andy Serkis : Mel
- Matthew Marsden : Eddie « Golden Boy » Simpson
- Kenneth Cranham : Gibson « Gibbo »